# الرواية الأخلاقية
الرواية الاخلاقية تعد عملاً خيالياً يعيد خلق عالم اجتماعي، تنقل الرواية بملاحظة دقيقة و تفصيلية العادات والقيم والأعراف لمجتمع طبقي . في هذا النوع من الروايات تهيمن الأعراف الاخلاقية للمجتمع على حبكة القصة، وتختلف الشخصيات حسب درجة استيفائها أو فشلها في تلبية المعيار الموحد للسلوك الاجتماعي المثالي، على النحو الذي وضعه المجتمع.
يمكن أن يكون نطاق الرواية الأخلاقية محددًا، كما هو الحال في أعمال جين أوستن ، التي تتناول الشؤون الداخلية لطبقة النبلاء في إنجلترا في القرن التاسع عشر؛ أو يمكن أن يكون النطاق عامًا، كما هو الحال في روايات أونوريه دي بلزاك ، التي تصور الأعراف الاجتماعية لفرنسا في القرن التاسع عشر بقصص عن المجال العام والمجال الخاص للحياة الفرنسية في باريس والمقاطعات والجيش. من بين روائيي الأخلاق البارزين باللغة الإنجليزية هنري جيمس ، وإيفلين وو ، وجين أوستن، وإديث وارتون ، وجون ماركاند . 

## خلفية

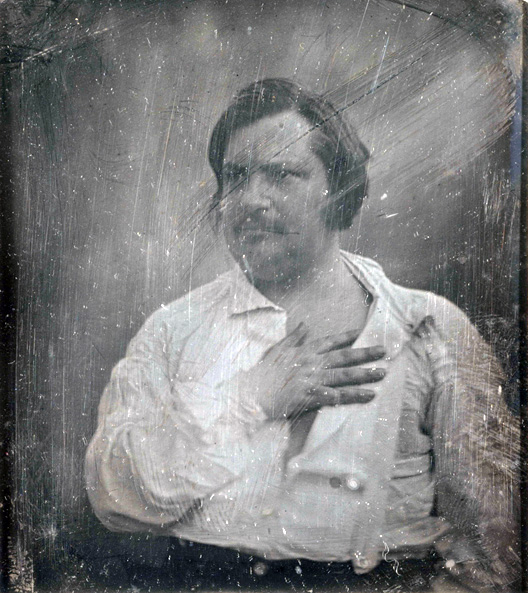
كان الروائي الفرنسي أونوريه دي بلزاك مؤسسًا للواقعية الأدبية ، والتي تعد الرواية الاخلاقية نوعًا فرعيًا منها.

من اجل تحقيق ترقية في السلم الاجتماعي في مجتمعاتهم، تعلم كلا من الرجال والنساء آداب السلوك كي يعرفوا كيفية الانسجام مع الأشخاص الذين يرغبون منهم حاجة ؛ مثال على هذه التعليمات هو كتاب رسائل إلى الابن حول فن أن تصبح رجل من العالم ورجل نبيل (1774)، بقلم فيليب ستانهوب، إيرل تشيسترفيلد الرابع . كان فيليب ستانهوب محبوبا في محيطه ا، فأنه اثر ان يكتب مجموعة من الرسائل لتوجيه ابنه غير الشرعي في كيفية التعامل مع المجتمع من خلال كونه رجلاً يتمتع بأسلوب وسلوك مرضيين، وتجنب الموضوعات المثيرة للجدل، والتحدث بنبرة محسوبة، وامتلاك شخصية متوازنة.

## الأخلاق والخيال القوطي
اشار هوراس والبول وخز مؤسس الرواية القوطية ومؤلف رواية قلعة أوترانتو (1764)، إلى أهمية الأخلاق في التطور الاجتماعي. أثرت معرفة والبول بفيليب ستانهوب على الأخلاق في المجتمع في رواياته وقصص مؤلفي الروايات القوطية الآخرين.
تداخلت كلا من الرواية الاخلاقية و الرواية القوطية في لغة الاخلاق , في القصص التي تعد فيها الأعراف الاجتماعية والأخلاق الشخصية عوامل مهمة في بنية الموضوعية للرواية. يكمن الاختلاف في بنية الرواية القوطية , هو في وجود عوامل خارقة للطبيعة تؤثر على الاحداث الانسانية في القصة ، إلا أن خشونة تأثير بعض الشخصيات هي ما يميز القصة القوطية بأنها قصة رعب وبالتالي خاتمتها مختلفة. إن خاتمة الرواية القوطية لا تعزز دائمًا أخلاق المجتمع، كما تفعل الرواية الاخلاقية ، كما هو الحال في خاتمة زوفلايا المناهضة للمناخ؛ أو المستنقع: قصة حب من القرن الخامس عشر (1806) بقلم شارلوت داكر .
توجد نظرية اخرى تفسر ظهور ونمو الرواية الاخلاقية وهي أن التغيرات التي ظهرت في المجتمع الإنجليزي كانت تؤدي إلى تآكل الحدود بين طبقات المجتمع . بالإضافة الى حدوث تحولات في التسلسل الهرمي الاجتماعي كان سببها القفزات التكنولوجية وقد كانت الرواية الاخلاقية وسيلة للتعليق على التحديات التي تواجه النظام الطبقي التقليدي. عملت الطبقات المختلفة الممثلة في الروايات على تمثيل الكيفية التي كان من المفترض أن تتصرف بها الطبقات المختلفة في المجتمع في بيئات مختلفة. وهذا يشمل القطاع العام مقابل الخاص، والريف مقابل الحضر، والأماكن التي يوجد فيها رجال مقابل نساء.

## أعمال بارزة
الروايات الأخلاقية باللغة الإنجليزية تشمل:
في القرن ال 18
- رجل الشعور (1771) بقلم هنري ماكنزي
- إيفلينا (1778) وكاميلا (1796) بقلم فاني بورني

في القرن ال 19
- العقل والعاطفة (1811)، كبرياء وتحامل (1813)، مانسفيلد بارك (1814)، إيما (1816)، والإقناع (1818) لجين أوستن
- معرض الغرور: رواية بلا بطل (1848) بقلم ويليام ميكبيس ثاكيراي
- الشمال والجنوب (1855) والزوجات والبنات (1864) بقلم إليزابيث كليجورن جاسكل
- الطاحونة على الخيط (1860)، سيلاس مارنر (1861)، وميدل مارش (1871-1872) بقلم جورج إليوت
- صورة سيدة (1881) لهنري جيمس

في القرن ال 20
- بيت المرح (1905) وعصر البراءة (1920) بقلم إديث وارتون
- حفنة من الغبار (1937)، بقلم إيفلين وو

## أنظر أيضا
- كوميديا الأخلاق